# Stibeutes brevicornis
Stibeutes brevicornis is een insect dat behoort tot de orde vliesvleugeligen (Hymenoptera) en de familie van de gewone sluipwespen (Ichneumonidae). De wetenschappelijke naam van de soort werd voor het eerst geldig gepubliceerd door Lange in 1911.
De soort is waargenomen in Europa van Groot-Brittannië tot Kroatië.